# Kang Cheol-Woo
Kang Cheol-Woo es un deportista surcoreano que compitió en taekwondo. Ganó una medalla de bronce en el Campeonato Mundial de Taekwondo de 1991, en la categoría de –50 kg.

## Palmarés internacional
| Campeonato Mundial | Campeonato Mundial | Campeonato Mundial | Campeonato Mundial |
| Año                | Lugar              | Medalla            | Categoría          |
| ------------------ | ------------------ | ------------------ | ------------------ |
| 1991               | Atenas (Grecia)    | Medalla de bronce  | –50 kg             |